# Статья 50 Договора о Европейском союзе
Статья 50 Договора о Европейском союзе (англ. Article 50 of the Treaty on European Union) — часть права Европейского союза, которая описывает процесс, посредством которого государства-члены могут выйти из Европейского союза. Её применение стало широко обсуждаться после референдума, состоявшегося в Соединённом Королевстве Великобритании и Северной Ирландии 23 июня 2016 года, на котором большинство проголосовавших высказались за выход Великобритании из Европейского союза. Великобритания применила 50 статью 29 марта 2017 года, запустив тем самым выход из Евросоюза. 
Как только статья 50 применяется, у сторон есть двухлетний срок для завершения переговоров. Если по результатам переговоров не удаётся заключить соглашение, то государство-член уходит ни с чем. Этот процесс является общепринятым, чтобы оставить отделяющегося члена организации с более слабыми позициями на переговорах, поскольку издержки отсутствия договора о торговле будут пропорционально гораздо больше для выходящего отдельного государства, чем для остального Евросоюза.
Статья 50 консолидированной версии Договора о Европейском союзе также неофициально известна как 50-я статья Лиссабонского договора, который, однако, был только договором о внесении изменений и не действует как полностью отдельный документ.

## Положения
Статья 49А Лиссабонского договора, который вступил в силу 1 декабря 2009 года, впервые ввела процедуру добровольного выхода страны-члена из ЕС. Об этом указано в статье 50 Договора о Европейском союзе, которая гласит:
1.	Любое государство-член в соответствии со своими конституционными правилами может принять решение о выходе из состава Союза.
2.	Государство-член, которое принимает решение о выходе, уведомляет о своем намерении Европейский совет. В свете ориентиров, установленных Европейским советом, Союз проводит переговоры и заключает с данным государством соглашение, которое определяет порядок выхода последнего с учетом основ его будущих взаимоотношений с Союзом. Переговоры о заключении данного соглашения проводятся в соответствии с параграфом 3 статьи 218 Договора о функционировании Европейского Союза. Соглашение от имени Союза заключает Совет, постановляя квалифицированным большинством, после одобрения Европейского парламента.
3.	Договоры прекращают применяться к заинтересованному государству со дня вступления в силу соглашения о выходе либо — при отсутствии такого соглашения — через два года с момента уведомления, предусмотренного в параграфе 2, если только Европейский совет с согласия заинтересованного государства-члена единогласно не решит продлить этот срок.
4.	В целях параграфов 2 и 3 члены Европейского совета и Совета, которые представляют выходящее государство-член, не участвуют в обсуждении и принятии относящихся к нему решений Европейского совета и Совета
Квалифицированное большинство определяется в соответствии с пунктом «b» параграфа 3 статьи 238 Договора о функционировании Европейского Союза.

5.	Если государство-член, которое вышло из состава Союза, обращается с заявкой о присоединении вновь, то его заявка подчиняется процедуре, предусмотренной в статье 49.
Это полный текст статьи 50 Договора о ЕС. Первоначально этот текст содержался в 58 пункте Лиссабонского договора.

## Процесс

### Применение со стороны государства-члена
Статья 50 Договора о Европейском союзе гласит: «любое государство-член может принять решение о выходе из союза в соответствии со своими конституционными требованиями.» После того, как государство-член уведомило Европейский совет о своём намерении покинуть ЕС, начинается отсчёт периода, в течение которого обсуждается соглашение о выходе, устанавливающее механизмы выхода и определяющее будущие отношения между страной и Евросоюзом.

### Повторное вступление в Евросоюз
Если бывшее государство-член стремится снова присоединиться к Европейскому союзу, оно будет подчиняться тем же условиям, что любая другая страна, подавшая заявку.

## Ситуация до Лиссабонского договора
До вступления в силу Лиссабонского договора 1 декабря 2009 года договоры или право ЕС не содержало положений, описывающих возможность страны добровольно покинуть ЕС. Европейская конституция предусматривала такое положение, а после отказа её ратифицировать это положение было затем включено как Статья 50 Лиссабонского договора.
Отсутствие такого положения делало выход технически сложным, но не делало его невозможным.